# Lemme de Siegel
En approximation diophantienne, le lemme de Siegel est un théorème d'existence d'une solution non nulle et de grandeur contrôlée à un système d'équations linéaires homogène à coefficients entiers (relatifs) ayant strictement plus d'inconnues que d'équations. Il est d'usage courant dans les démonstrations de transcendance. Les solutions ainsi contrôlées sont obtenues à l'aide de fonctions auxiliaires (en). L'existence de ces polynômes avait été démontrée par Axel Thue grâce au principe des tiroirs de Dirichlet.

## Énoncé
L'énoncé le plus simple est le suivant :
Soit {\displaystyle A=(a_{i,j})} une matrice à m lignes et n colonnes, dont les coefficients sont des entiers non tous nuls. Si n > m, alors le système
{\displaystyle \sum _{j=1}^{n}a_{i,j}x_{j}=0\quad (i=1,\dots ,m)}
admet une solution {\displaystyle (x_{1},\dots ,x_{n})\in \mathbb {Z} ^{n}\setminus \{(0,\dots ,0)\}} telle que
{\displaystyle \max _{i}|x_{i}|\leq \left(n\max _{i,j}|a_{i,j}|\right)^{\frac {m}{n-m}}}.
Enrico Bombieri et Jeffrey Vaaler ont obtenu une majoration plus fine, par des techniques de géométrie des nombres.